# Samothrace (village)
Samothrace, en grec moderne : Σαμοθράκη ou Chóra (Χώρα), est un village, siège de l'île de Samothrace, dans le district régional de l'Évros, en Macédoine-Orientale-et-Thrace, en Grèce.
Selon le recensement de 2021, le village compte 359 habitants.